# 金剛政治學院
金剛政治學院（금강정치학원）是一所位於北韓，並已經關閉的政治學院。

## 歷史
1950年代初，當時正值朝鲜战争，為培訓幹部成員和游擊隊到南韓執行任務，朝鮮勞動黨通過第94號決議書，在黃海北道瑞興郡栗里面成立一所政治學校，並由熟悉南韓的國內派官員朴憲永和李承燁等人管理。最終，金剛政治學院位成立於1951年8月31日，院長由黨中央委員金應彬出任。
不久後，金剛政治學院開始招生，其學員多為從南韓投奔到北方的年轻人，約有1500人。同時，學院又開設了為期1個月、3個月和半年的課程。1個月的課程稱為錦江班和漢江班﹔3個月的則為牡丹峰班，而半年的是九月山班和智異山班。1952年2月，首批的學員已經畢業，並被派到光州、永登浦和漢城等執行任務。同時，學院又招收了新一批的學生，而在這次的課程中，則較為側重實用教育多於軍事訓練。
1953年，朴憲永和李承燁等人被時任最高領導人金日成指稱意欲發動政變而被處死，金剛政治學院也隨後被關閉，學院的師生全數被捕。

## 資料來源
1. 1 2 3 4 5  .   [2014-02-07]. （原始内容存档于2014-02-23）.
2. ↑  "历史回顧：金日成開展的党內鬥爭" 《多維新聞》 2012 9 14